# Internetmarknadsföring
Internetmarknadsföring (E-marknadsföring, Onlinemarknadsföring) innebär användandet av Internet som kanal för marknadskommunikation
Internetmarknadsföring inkluderar displayannonsering (webbannonser), marknadsföring via e-mail, "pay per click"-annonsering, sökmotorpositionering, sökmotoroptimering, sponsrade länkar, affiliatesystem (prestationsbaserad marknadsföring), annonsering på bloggar, annonsering i sociala medier samt annonsering i videoformat på exempelvis Youtube.

## Internetmarknadsföring eller digital marknadsföring?
Ibland görs en distinktion mellan internetmarknadsföring och digital marknadsföring:
Internetmarknadsföring:
Marknadsföring genom användning av digital teknologi. Huvudsakligen webbdesign, framför allt webbplatser, och eventuellt webbannonser eller kortare reklamfilmer som komplement till traditionella reklamkampanjer.